# 헤센병
헤센병(영어: Hessian, 미국 영어: 헤션스, 영국 영어: 헤시언즈)은 미국 독립 전쟁 당시 영국 육군에서 복무한 외인부대이다. "헤센병"이라는 용어는 영국군의 편에서 싸운 미국 독립 혁명의 독일인을 가리키는 미국의 제유법으로, 65% 이상의 독일인 용병이 헤센카셀 방백국과 헤센하나우 백국에서 왔기 때문에 이런 이름이 붙었다. 규율과 전투 실력으로 유명한 약 30,000명의 독일인들이 전쟁 동안 영국을 위해 싸웠고, 독일인 용병부대는 영국 육군의 약 25%를 차지했다.
동시대에 그리고 역사학적 관점에서 헤센병은 용병으로 간주되었지만, 용병들은 그들의 자발적으로 외국 정부에 봉사하는 반면, 외인부대는 그들의 정부에 의해 외국에 고용된 군인들이었고, 헤센병은 이에 따라 법적으로 외인부대였다. 외인부대는 작고 상대적으로 가난한 수많은 독일 국가들의 주요 수입원이었으며, 각 독일 소국 정부들이 중립을 선포한 전쟁에서 복무하였다. 이 시기의 수많은 외인부대들처럼, 헤센병 역시 자신들의 깃발 아래 그들만의 제복을 입고 헤센병 사령관의 명령을 따르는, 부대 전체가 외국군으로서 복무했다.
헤센병은 미국 독립 전쟁, 그 중에서도 북부 전역에서 핵심적인 역할을 했다. 헤센병은 화이트 플레인스 전투, 워싱턴 요새 전투를 비롯한 여러 전투에서 두각을 드러냈다. 독일군의 추가된 인력과 기술은 영국의 전쟁 노력을 크게 지탱했지만, 식민지 주민들을 격분시키고 미국의 독립운동에 대한 지지를 증가시켰다. "외국인 용병 대군"의 사용은 미국 독립선언서에 명시된 조지 3세에 대한 27개 식민지의 불만 중 하나였고, 애국당은 영국의 식민지 권리 침해 주장을 지지하기 위해 헤센병의 배치를 이용했다.

## 역사

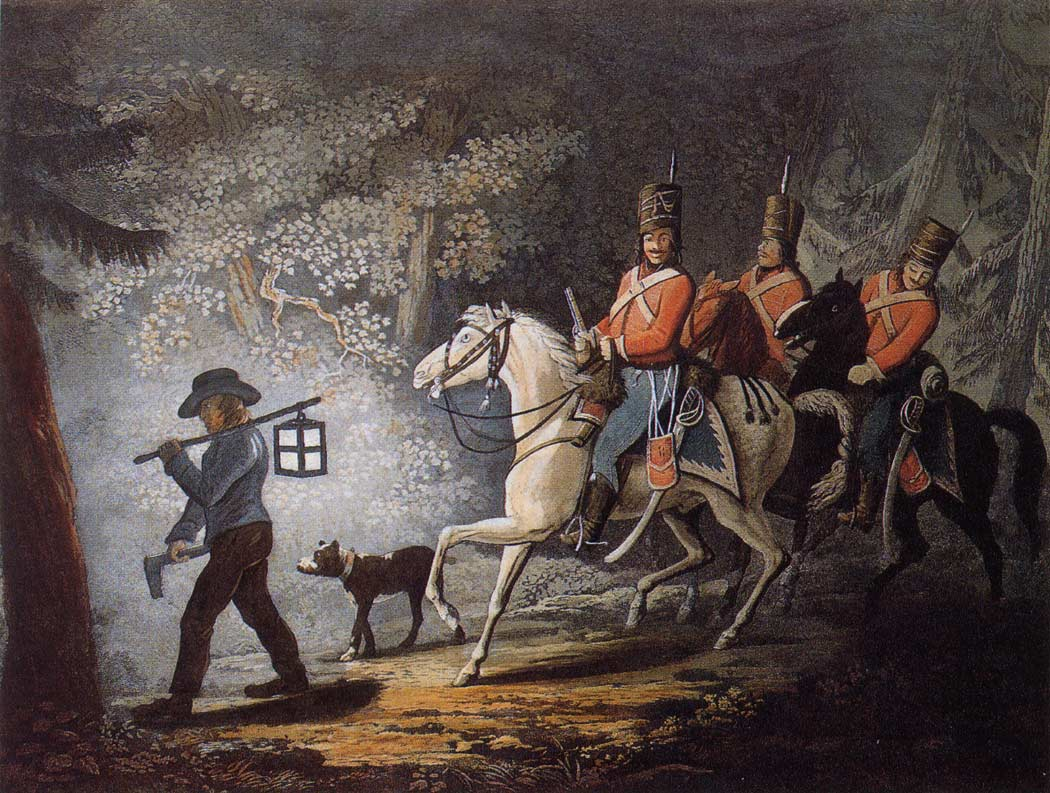
미국 독립 전쟁 당시 헤센 후사르의 1799년 초상화

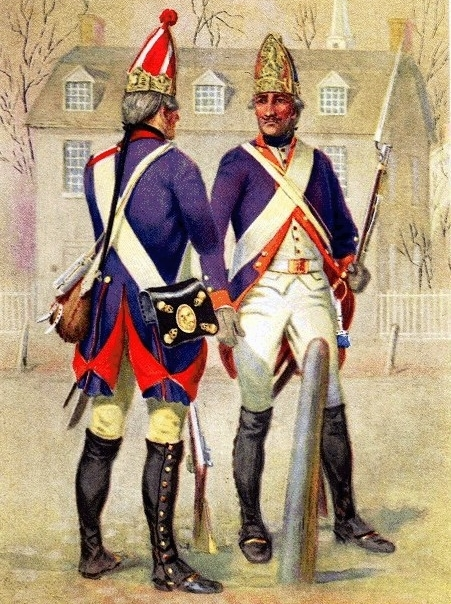
헤센 척탄병

외국 병사들의 사용은 18세기 유럽에서 드물지 않았다. 미국 독립 전쟁에 이르기까지 2세기 동안, 유럽 대륙은 끊임없는 전쟁으로 점철되었고 군사 인력의 수요는 매우 높았다. 독일은 아직 통일된 국가가 아닌 느슨하게 조직된 수백 개의 주들의 집합체였다. 이 주들 사이의 그리고 이 주들 사이의 갈등은 전문적인 군대의 창설로 이어졌고, 결과적으로 경험이 많고 잘 훈련되었다. 대부분의 남자들이 청소년기부터 성인기까지, 종종 종신 근무를 하거나 노인이 될 때까지 복무하면서, 많은 독일 사회들은 군사화되었다. 여러 가난한 독일 국가들은 군대를 경제적 자원으로 의존하게 되었는데, 특히 상비군을 유지하는 데 비용이 많이 들었기 때문이다.
이 시대 유럽에서 흔히 그랬던 것처럼, 군사적 갈등이 일어났을 때, 독일 국가들은 즉시 군사 행동에 들어갈 준비가 된 훈련된 병력을 즉시 공급했다. 헤센카셀 방백국은 곧 헤센병의 가장 중요한 원천으로 부상했다. 비교적 적은 인구로 거대한 전문 군대를 파견하기 위해, 헤센카셀은 18세기에 인구의 약 5.2%에서 14.2%로 무장하고 있는 유럽에서 가장 군사화된 국가가 되었고, 4가구 중 1가구는 누군가가 군복무를 하고 있어, 당시 중무장한 프로이센 왕국보다 인구 대비 군인 비율이 더 높았다. 프로이센은 부분적으로 다른 독일 국가들의 용병에 의존했지만, 헤센카셀은 란데스킨더(독일어: Landeskinder, 문자 그대로 "땅의 아이들" 또는 토착민)만을 고용했다.
헤센의 군복무는 엄격했고 엄격한 처벌을 통한 철칙을 강조하며 특히 요구가 심했지만 헤센병의 사기는 일반적으로 높았고, 군인들은 복무에 자부심을 가졌다고 한다. 탈영병들은 즉결 처형되거나 한 부대 전체에게 태형을 받았다. 장교들은 보통 좋은 교육을 받았고, 대부분의 유럽 군대와 대조적으로, 공로에 따라 진급했다. 군인들은 비교적 높은 임금을 받았고, 그들의 가족들은 특정한 세금으로부터 면제되었다. 복무에 대한 또 다른 인센티브를 제공하였지만 (그 당시 대부분의 군대에서처럼) 약탈이 공식적으로 금지되었지만 일반적인 관행으로 남아 있었다. 전반적으로, 헤센 군대는 심지어 그들의 적들에게도 훌륭한 전사로 여겨졌다.
헤센병 군대는 헤센카셀 경제력의 주요 원천이 되었다. 헤센카셀은 자체적으로 무기와 제복을 제조했고, 섬유 산업은 군인들에게 공급함으로써 매우 번창하여 노동자들은 매일 고기와 와인을 살 여유가 있었다. 헤센카셀이 군대를 영국에 임대함으로써 얻은 수입은 대략 13년 치의 세금과 같았다. 1760년대와 1784년 사이에 헤센카셀의 방백인 프리드리히 2세는 세금을 3분의 1로 줄일 수 있었다. 스스로를 계몽 전제군주라고 칭하며, 그는 또한 공공 사업 프로젝트를 감독하고, 공공 복지 시스템을 관리하며, 교육을 장려했다. 미국의 역사가 에드워드 잭슨 로웰은 프리드리히 2세가 영국 돈을 현명하게 썼다고 칭찬하며, 그를 "미국에 용병을 보낸 군주들 중 가장 비난받을 일이 적은 군주 중 한 명"이라고 묘사했다.
미국 독립 전쟁 이전에 헤센 병사들은 18세기 유럽 전역의 전장에서 익숙했다.
1706년부터 1707년까지 10,000명의 헤센 병사들이 외젠 드 사부아 공자의 이탈리아군에서 군단으로 복무했으며, 1708년에는 스페인령 네덜란드로 이동했다. 1714년에는 6,000명의 헤센 병사들이 대북방 전쟁에서 러시아와 싸우기 위해 스웨덴에 임대되었고, 1715년에는 12,000명의 헤센 병사들이 조지 1세에게 고용되어 1715년 자코바이트 반란에 맞섰다. ... 오스트리아 왕위 계승 전쟁이 한창이던 1744년에는 6,000명의 헤센 병사들이 플랑드르에서 영국군과 싸웠고, 또 다른 6,000명은 바이에른군에 있었다. 1762년에는 24,000명의 헤센 병사들이 독일에서 브라운슈바이크의 페르디난트군과 함께 복무했다.— 존 차일즈, 레싱킹 리바이어던

이 전쟁들 중 대부분에서 헤센하나우는 공식적으로 교전국이 아니었다. 병사들은 헤센군에 남아 있었고, 심지어 국기를 달고 전투에 임했지만, 그들의 정부는 분쟁에 아무런 이해관계도 없이 다른 군대에 임대되었다. 따라서 헤센 병사들은 같은 분쟁의 반대편에서 복무할 수도 있었다. 오스트리아 왕위 계승 전쟁에서는 영국과 바이에른 모두 헤센 병사들을 서로에게 고용했다. 7년 전쟁에서는 헤센카셀군이 영국-하노버군과 프로이센군과 함께 프랑스군에 맞서 싸웠다. 헤센카셀은 기술적으로 영국과 프로이센의 동맹이었지만, 병사들은 실제로 영국 정부에 임대되었다.
이러한 갈등에서 공식적으로 중립을 지켰음에도 불구하고, 보조병을 빌려주는 관행은 때때로 헤센카셀을 전쟁으로 끌어들였다. 1758년 7월, 7년 전쟁 중, 수도 카셀을 포함한 대부분의 지역이 수비즈 공작 샤를 드 로앙이 이끄는 프랑스군에게 점령되었고, 이들은 6,000명의 헤센 민병으로 구성된 본토 방어군을 쉽게 제압했다. 수비즈는 그의 병사들에게 현지에서 조달하고, 고위 인사를 인질로 잡고, 현금과 생산품을 갈취하여 헤센군이 전쟁에서 철수하도록 강요했다. 헤센과 연합군은 그들의 고향을 해방시키려 했지만 7월 23일 샌더스하우젠 전투에서 격퇴당했다. 카셀 공성전 (1761년)과 카셀 공성전 (1762년) 두 번의 포위전 이후 카셀이 탈환되었고, 이는 전쟁의 마지막 군사 행동이었다.

### "용병" 대 "외인부대"

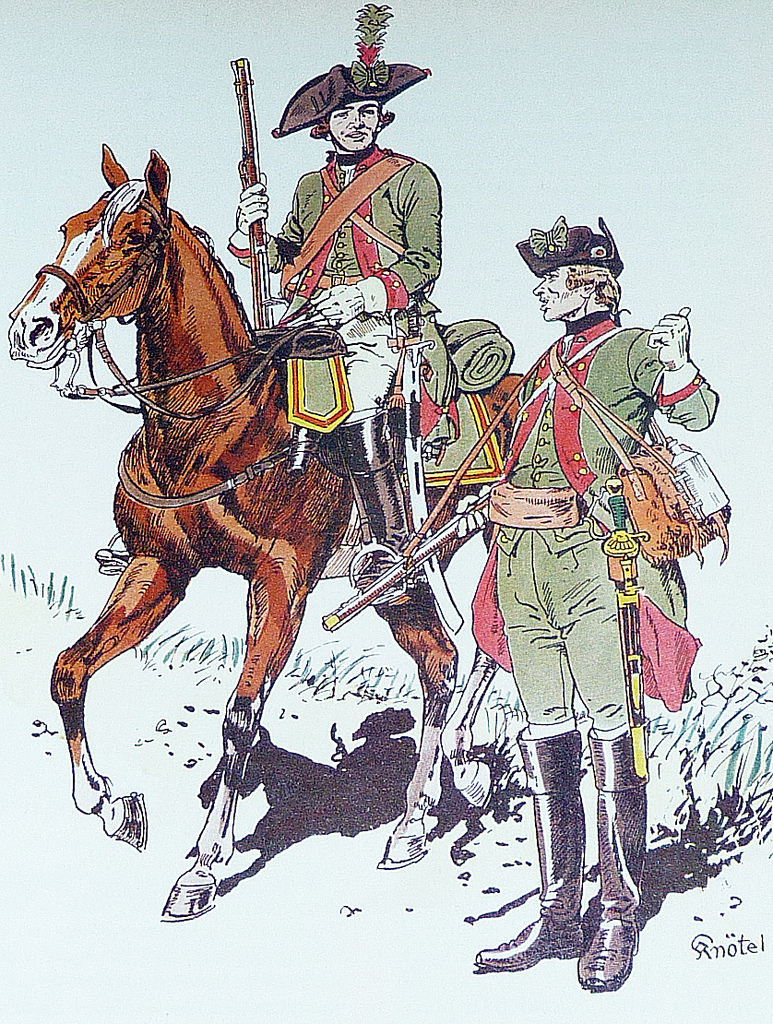
헤센 기마보병

헤센 병사들을 "용병"으로 특징짓는 것은 여전히 논란의 여지가 있다. 미국 역사 교과서에서는 그들을 "용병"으로 지칭하며, 미국 대중의 상상 속에서도 여전히 그렇게 널리 인식되고 있다. 미국의 역사가 찰스 잉그라오는 헤센을 정부 지출을 충당하기 위해 연대를 임대한 "용병 국가"로 묘사한다. 대조적으로, 영국의 역사가 스티븐 콘웨이는 그들을 "외인부대"라고 불렀다. 군사 역사가 데니스 쇼월터와 로드니 앳우드는 당시 헤센 병사들이 법적으로 용병이 아니라 외인부대로 간주되었을 것이라고 언급한다. 용병들은 개인 자격으로 외국 통치자에게 복무한 반면, 외인부대는 국가의 통제를 받았고, 그들의 해외 복무는 전문 용병들과 직접적으로 경쟁했다. 유사하게, 20세기에는 모로코 구미에가 프랑스 아프리카군 (프랑스)에 외인부대로 배속되었다.
헤센 병사들은 현대 국제법상 용병으로 분류되지 않을 것이다. 제네바 협약의 제1의정서 (1977년)는 용병을 "...분쟁 당사국이 아닌 국가가 자국 군대의 구성원으로서 공식 임무로 파견하지 않은 사람"으로 정의한다. 헤센 병사들은 헤센카셀과 헤센하나우 군대의 공식 임무로 미국에서 복무했다. 제1의정서는 또한 용병이 "분쟁 당사자가 직접 또는 대리인을 통해 해당 당사국의 군대에서 유사한 계급과 임무를 가진 전투원에게 약속되거나 지불되는 보상보다 실질적으로 초과하는 물질적 보상을 약속받은 자"여야 한다고 요구한다. 공식적으로 영국군에 편입되지는 않았지만, 헤센 병사들은 영국군 병사들과 동일한 급여를 받았다.

### 미국 독립 전쟁

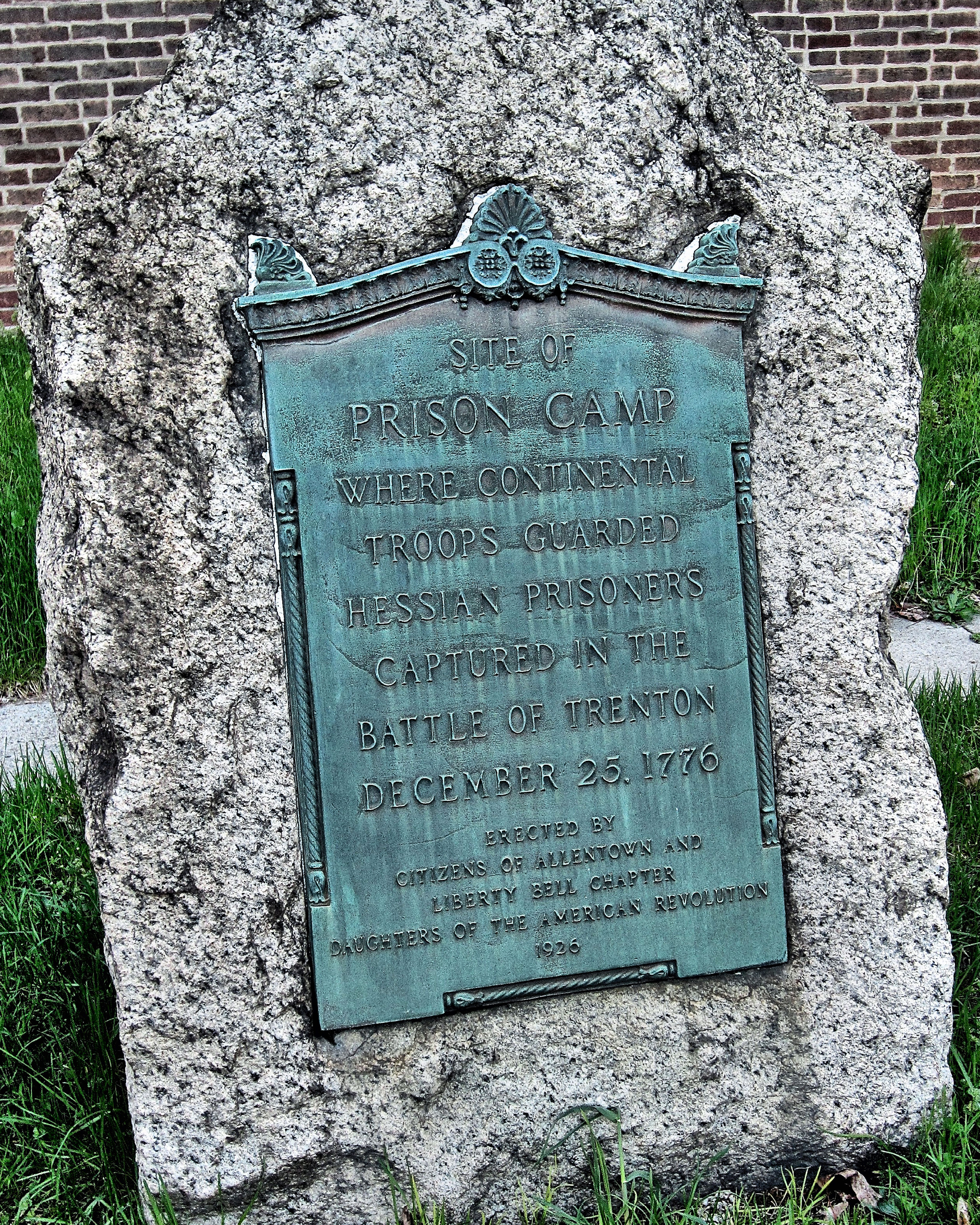
앨런타운 (펜실베이니아주) 조던 거리와 고든 거리에 세워진 기념비로, 미국 독립 전쟁 중 조지 워싱턴 장군과 대륙육군이 헤센 전쟁 포로들을 수용했던 장소를 표시한다.

영국은 비교적 소규모의 상비군을 유지했기 때문에 미국 독립 전쟁 발발 초기에 병력이 크게 부족했다. 여러 독일 제후들은 그들의 정규군 부대를 미국에서 복무하도록 임대하여 추가 수입을 얻을 기회를 보았다. 그들의 병력은 개인이 아닌 전체 부대 단위로, 기존 제복, 깃발, 장비, 장교들과 함께 영국군에 입대했다. 모집 방법은 출신 국가에 따라 달랐다. 발데크피르몬트 후국 출신 부대는 보편적 징병제를 기반으로 한 군대에서 차출되었으며, 학생들만 면제되었다. 다른 독일 제후들은 장기 자원입대에 의존했으며, 병력 수가 부족할 경우 징병으로 보충했다. 많은 제후들은 영국의 하노버가와 밀접한 관계였고, 그들의 병력을 영국 지휘하에 두는 것을 편안하게 여겼다.
총 29,875명의 독일 병사들이 독립 전쟁에서 영국군과 함께 싸웠으며, 그 중 16,992명은 헤센카셀 출신이고 2,422명은 헤센하나우 출신이었다. 다른 부대는 브라운슈바이크 (4,300명), 안스바흐-바이로이트 (2,353명), 안할트-체르프스트 (1,119명), 그리고 발데크 (1,225명)에서 왔다. 독일 병사들의 대부분이 헤센 출신이었기 때문에, 미국인들은 "헤센병"이라는 용어를 영국군 편에서 싸운 모든 독일 병사들을 지칭하는 데 사용한다.

#### 배치

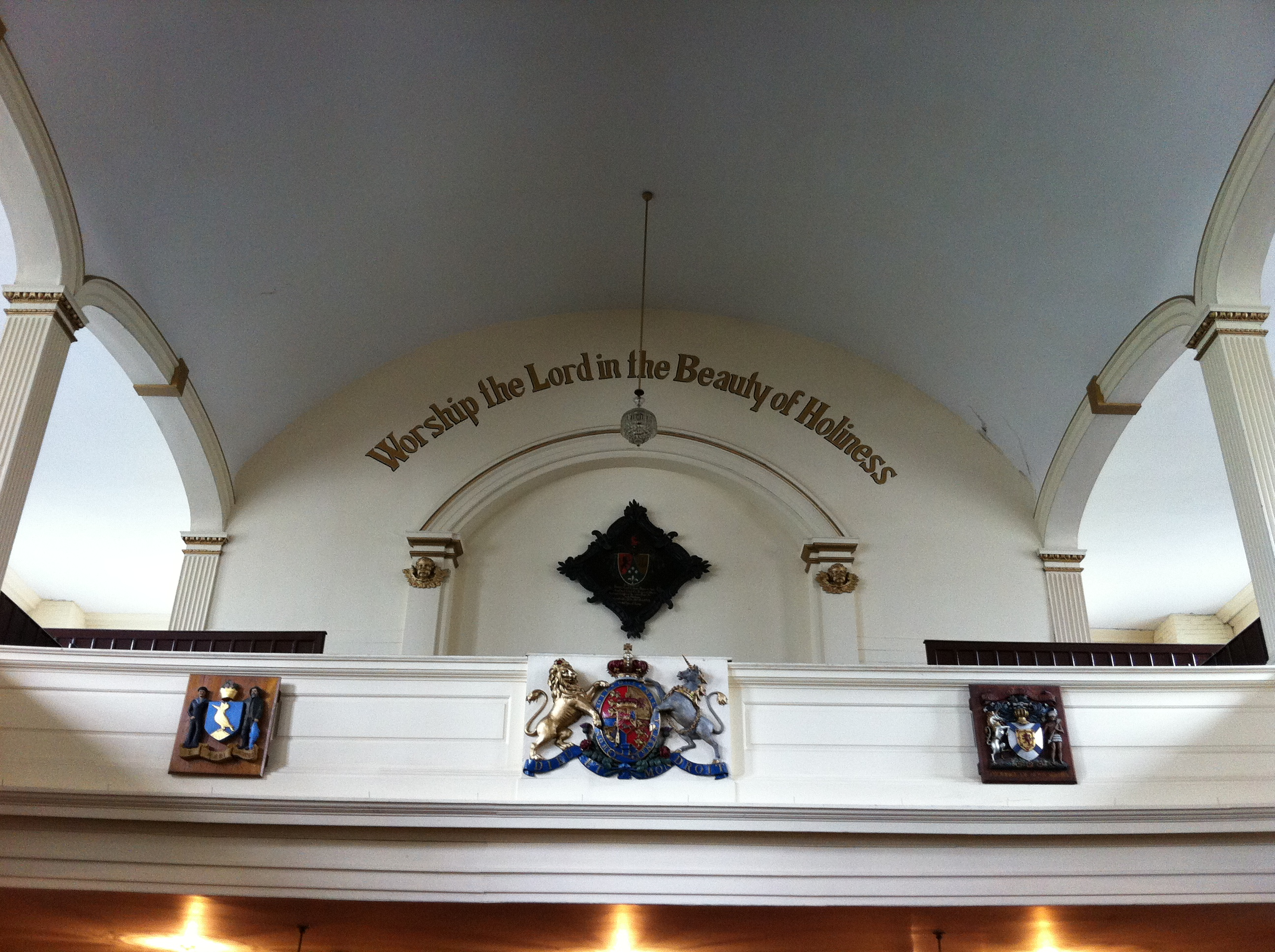
핼리팩스의 성 바울 교회에 있는 프란츠 카를 에르트만 프라이헤르 폰 자이츠 남작 대령의 묘비

헤센 병력에는 엽병, 후사르, 3개 포병대, 4개 척탄병 대대가 포함되었다. 대부분의 보병은 사격병, 총사, 그리고 엽총병을 포함한 엽병이었다. 정규 보병은 머스킷으로 무장했고, 헤센 포병은 3파운드 대포를 사용했다. 정예 엽병 대대는 숲속 전투에 적합한 짧고 대구경 라이플인 뷔흐제(Büchse)를 사용했다. 초기에는 일반적인 연대가 500~600명의 병사로 구성되었다. 전쟁 후기에는 전투 사망, 질병 사망, 그리고 식민지에 정착하기 위한 일반적인 탈영으로 인해 연대 병력이 300~400명 정도로 줄어들었을 수 있다.
영국령 아메리카에 도착한 최초의 헤센 병사들은 1776년 8월 15일 스태튼아일랜드에 상륙했으며, 그들의 첫 교전은 2주도 채 되지 않아 롱아일랜드 전투에서 일어났다. 헤센 병사들은 영국군의 승리에 결정적인 역할을 했으며, 그 후 그 해의 거의 모든 전투에 참전했다.
1777년까지 영국군은 그들을 주로 주둔지 및 순찰 병력으로 사용했다. 헤센 병사들은 새러토가 전역의 전환점인 베닝턴 전투에서 싸웠다. 새러토가에서 약 1,000명의 헤센 병사들이 패배했으며, 버몬트주, 뉴햄프셔주, 매사추세츠주에서 온 미숙하고 훈련되지 않은 민병대에게 사망하거나 포로로 잡혔다. 존 버고인 장군은 베닝턴에서 8,000명의 병사 중 1,000명을 잃었고, 너무 많은 헤센 병사들의 손실은 나중에 그의 군대를 파멸로 이끌었다. 다양한 헤센 병사들이 1778년부터 1780년까지 미국 남부의 전투와 전역에서 싸웠으며, 여기에는 길퍼드코트하우스 전투도 포함되었고, 1781년 요크타운 전투에서는 두 개 연대가 싸웠다. 헤센 병사들은 또한 5년 동안 (1778-1783년) 노바스코샤주에서 복무하며, 루넌버그 (노바스코샤주) 기습 (1782년)과 같은 미국 사략선으로부터 식민지를 보호했다.
숙련되고 규율 잡힌 전사라는 명성에도 불구하고, 많은 영국 병사들은 영어를 거의 또는 전혀 하지 못하고 무례하고 야만적이라고 인식되는 헤센 병사들에 대한 미국인들의 불신을 공유했다. 수많은 사소한 사건들이 영국과 헤센 병사들 사이의 관계를 긴장시켰다.
채플린은 "술 취한 영국인"에게 "젠장, 프랑스놈아, 너희가 우리 돈을 가져간다!"는 선언과 함께 공격받은 예거 하급 장교의 사례를 다시 이야기한다. 격분한 헤센 병사는 "나는 독일인이고 너는 똥이다"라고 대답했다. 이어서 행어칼로 즉석 결투가 벌어졌고, 영국인은 치명적인 상처를 입었다. 채플린은 하우 장군이 예거 장교를 용서하고 "영국인들이 독일인들을 형제처럼 대해야 한다"는 명령을 내렸다고 기록한다. 이 명령은 "우리의 독일인들이 얼마나 잘 배우는지" 그들이 "약간의 영어를 더듬거리며" 배웠을 때에야 비로소 영향을 미치기 시작했다. 분명히 이것은 영국인들이 그들에게 애정을 보이기 위한 전제 조건이었다.

### 미국인의 태도

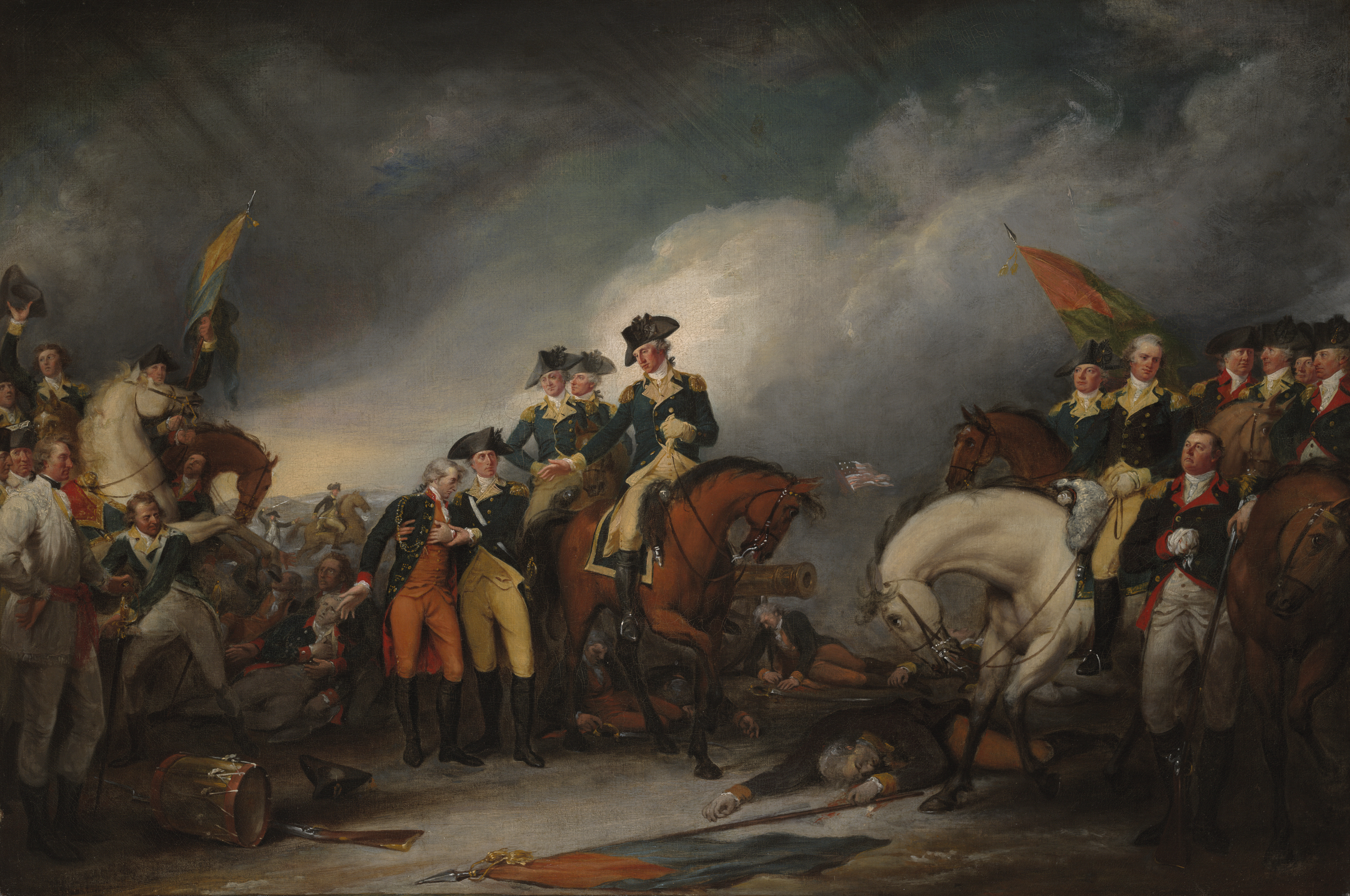
트렌턴 전투에서 헤센병 포획, 1776년 12월 26일, 조지 워싱턴 장군이 치명상을 입은 헤센 대령 요한 랄에게 의료 지원을 지시하는 장면을 묘사한 존 트럼불의 초상화.

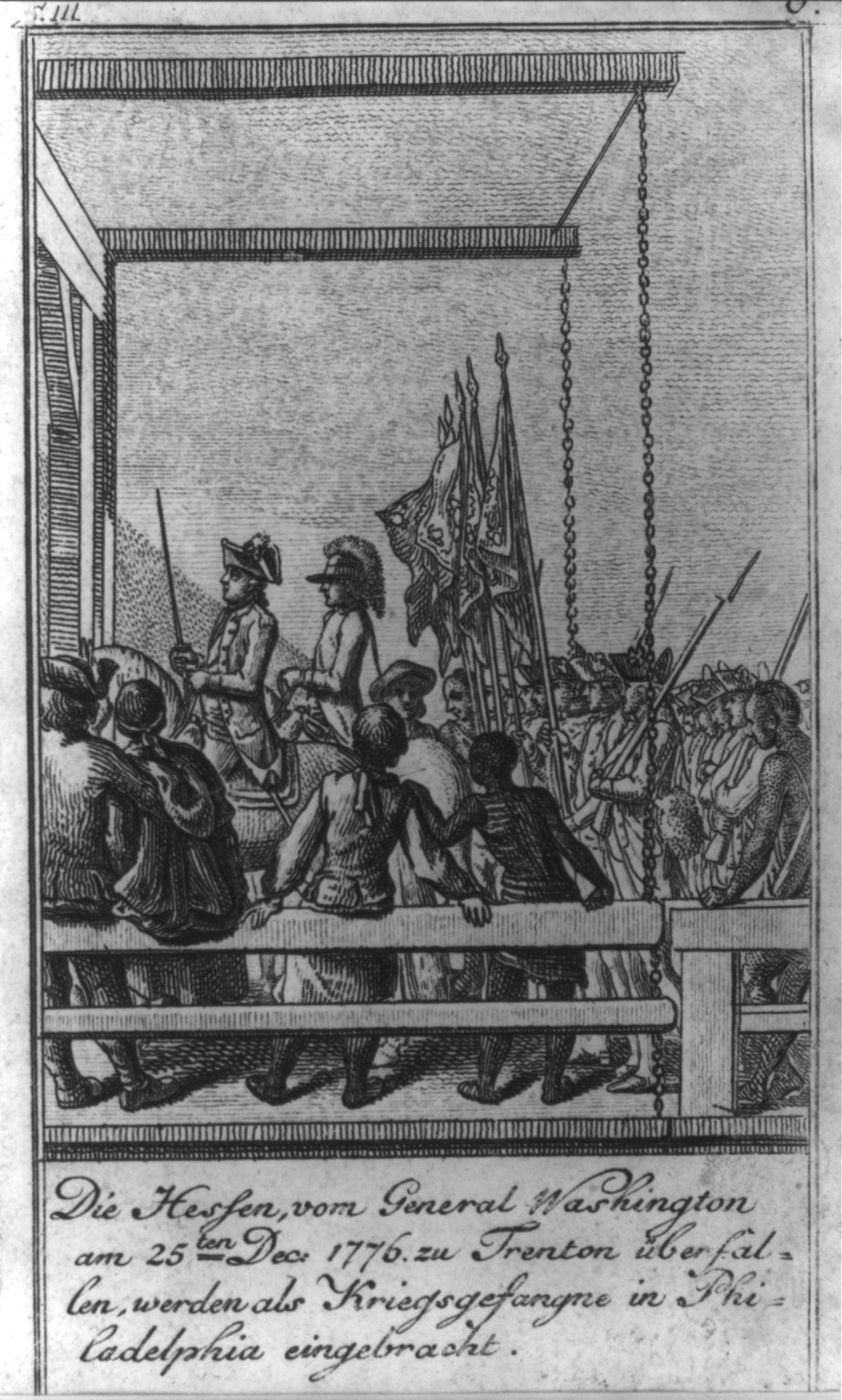
트렌턴 전투에서 포로로 잡혀 혁명 수도 필라델피아로 끌려간 헤센 병사들.

미국인들, 즉 혁명군과 충성파 모두 헤센 병사들을 탐욕스럽고 잔인한 용병이라고 믿으며 두려워했다. 적대 행위가 발생한 지 약 1년 후에 작성된 미국 독립 선언서는 조지 3세 국왕을 "잔혹하고 배신적인 상황으로 이미 시작된 죽음, 황폐, 그리고 폭정의 작업들을 완성하기 위해 대규모 외국 용병 군대를 수송한" 것에 대해 비난했다. 이는 "가장 야만적인 시대에도 거의 찾아볼 수 없었고, 문명화된 국가의 수장으로서는 전혀 가치 없는" 행위였다. 전쟁 내내 헤센 병사들의 약탈에 대한 보고는 중립적인 식민지 주민들을 혁명군 편에 합류하도록 자극했다고 전해진다.
조지 워싱턴 장군의 대륙육군은 1776년 12월 26일 새벽에 헤센 병사들을 기습하기 위해 델라웨어강을 건넜다. 트렌턴 전투에서 1,400명의 헤센 병력은 대륙군에게 빠르게 압도당했고, 전사자는 20명, 부상자는 100명에 불과했지만, 1,000명이 포로로 잡혔다.
트렌턴 전투에서 포로로 잡힌 헤센 병사들은 미국인의 사기를 높이기 위해 필라델피아 거리를 행진했다. 그들의 존재에 대한 분노는 대륙육군이 새로운 병사를 모집하는 데 도움이 되었다. 대부분의 포로들은 농업 노동자로 보내졌다.
1778년 초, 워싱턴과 영국군 간의 포로 교환 협상이 본격적으로 시작되었다. 여기에는 니콜라스 바너(Bahner(t)), 야콥 트로베, 조지 가이슬러, 콘라트 그라인(Konrad Krain)이 포함되었는데, 이들은 미국인 포로와의 교환으로 돌려보내진 후 영국군을 탈영한 헤센 병사 중 일부였다. 이들은 탈영병으로서 영국군에게 쫓겼고, 동시에 많은 식민지 주민들에게는 외국의 적군으로 여겨졌다.
미국 독립 전쟁 내내 미국인들은 헤센 병사들이 영국을 탈영하도록 유인하려고 노력했으며, 식민지에 있는 크고 번영하는 독일계 미국인 공동체를 강조했다. 대륙회의는 전향하는 개별 헤센 병사들에게 최대 50에이커(약 20헥타르)의 토지를 제공하는 것을 승인했다. 영국 병사들에게는 계급에 따라 50에서 800에이커의 토지가 제공되었다.
많은 헤센 포로들은 랭커스터의 내륙 도시의 수용소에 수용되었는데, 이곳은 펜실베이니아 독일인으로 알려진 대규모 독일인 공동체가 있는 곳이었다. 독일인 포로들은 잘 대우받았고, 일부는 추가 근무에 자원하여 대륙육군에서 복무하는 현지인 남성들을 대체하는 데 도움을 주었다. 미국 독립 전쟁 이후, 많은 헤센 포로들은 독일로 돌아가지 않고 미국이 제공하는 종교의 자유와 무상 토지를 받아들이고 영구 정착민이 되기로 선택했다. 대조적으로, 영국 포로들도 랭커스터에 수용되었지만, 이들은 좋은 대우에도 불구하고 호의적으로 반응하지 않았고 종종 탈출을 시도했다.
1783년 전쟁이 끝난 후, 약 17,313명의 독일 병사들이 고국으로 돌아갔다. 돌아가지 않은 12,526명 중 약 7,700명은 전사하거나 사망했고, 약 1,200명은 전투 중에 사망했으며, 6,354명은 질병이나 사고로 사망했는데, 대부분은 질병 때문이었다. 약 5,000명의 독일 병사들은, 그들 대부분이 고국에서 강제 징집되거나 징집된 이들이었으나, 미국이나 캐나다에 정착하기로 선택했다.

### 헤센인의 견해
북미에 도착한 후, 대부분의 헤센인들은 미국 식민지의 번영하는 사회경제적 상태에 놀랐고, "이는 그들로 하여금 혁명이 자신의 이익을 위해 행동하는 사악한 음모가들에 의해 저질러졌다는 결론을 내리게 했다." 경제적 계층화와 농노제의 요소가 높은 사회 출신임에도 불구하고, 헤센인들은 미국 노예제의 잔혹함과 백인 미국인들에 의한 흑인에 대한 일반적인 학대에 혐오감을 느꼈다. 헤센 병사들은 때때로 흑인들을 하인이거나 군악대로 고용했는데, 그들을 이국적인 존재로 여겼다. 반면, 미국 원주민들은 쓰러진 적의 두피 벗기기 관행 때문에 부분적으로 잔인하고 배신적인 야만인으로 여겼다.
헤센 병사들은 처음에는 미국군을 훈련되지 않은 오합지졸로 간주했는데, 이는 그들의 눈에 띄는 표준화된 제복, 장비 및 조직적 역량 부족에서 비롯된 관점이었다. 그러나 트렌턴, 베닝턴, 새러토가에서 일련의 미국 승리가 있은 후 헤센 병사들은 미국인에 대한 평가를 재고하게 되었고, 유능한 장교의 지휘를 받을 때 잘 싸울 수 있는 전문 군인으로 점점 더 인식하게 되었다. 헤센 병사들은 동시에 영국군 사령관들을 불충분하게 공격적이라고 보기 시작했고, 이러한 관점은 전쟁이 길어지면서 헤센 병사들 사이에서 점점 더 지지를 얻었다. 분쟁이 끝난 후 독일로 돌아간 헤센 병사들은 대부분 "자신들의 복무에 자부심을 가졌으며, 패배의 원인을 영국 군사 및 민간 지도자들에게 돌렸다."

### 지휘관
- 빌헬름 폰 크니프하우젠

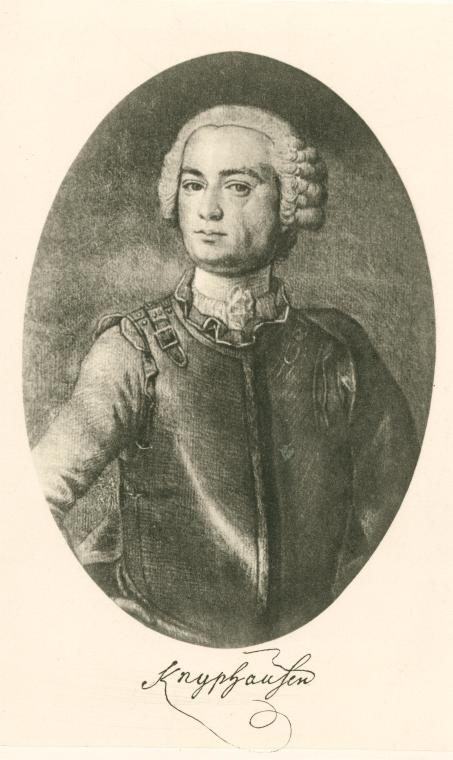
미국 독립 전쟁에서 헤센군 지휘관이었던 빌헬름 폰 크니프하우젠.

- 프란츠 카를 에르트만 프라이헤르 폰 자이츠 대령 - 워싱턴 요새 전투에서 연대를 지휘[41]
- 요한 랄 대령 - 트렌턴 전투에서 헤센군 지휘관
- 프리드리히 빌헬름 폰 로스베르크 중장 - 대령 시절 화이트 플레인스 전투와 워싱턴 요새 전투에서 로스베르크 (알트) 연대를 지휘했다. 그는 1776년부터 1779년까지 뉴포트에서 복무했으며 로드아일랜드 전투에서 결정적인 역할을 했다. 1782년 5월 크니프하우젠 중장이 떠나자 로스베르크는 그를 대신하여 북미 헤센군 사령관이 되었다.

### 부대
보병

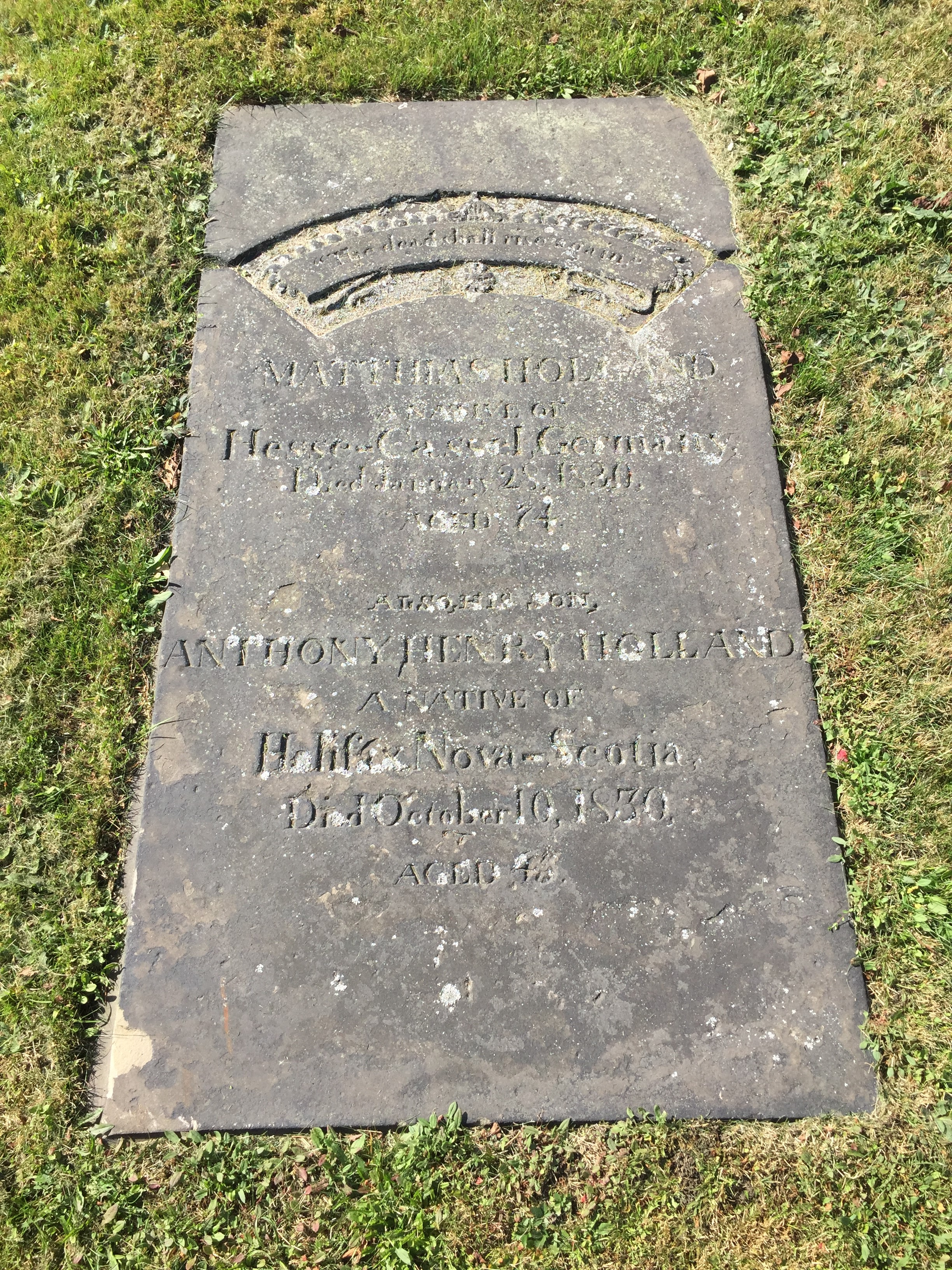
핼리팩스의 리틀 더치 교회에 있는 헤센 대령 요한 홀란드의 묘지.

- 헤센카셀 엽병 군단 (Hessisches Jägercorps zu Pferd und zu Fuß)
- 폰 디트푸르트 엽총병 연대 (Füsilier-Regiment "von Ditfurth")
- 에르프프린츠 엽총병 연대, 이후 (1780) 에르프프린츠 총사 연대 (Füsilier-Regiment "Erbprinz"; Infanterie-Regiment "Erbprinz")
- 폰 크니프하우젠 엽총병 연대 (Füsilier-Regiment "von Knyphausen")
- 폰 로스베르크 엽총병 연대 (Füsilier-Regiment "von Lossberg")
- 폰 랄 척탄병 연대, 이후 (1777) 폰 뵐바르트; (1779) 폰 트륌바흐; (1781) 당엘레리 (Grenadier-Regiment "von Rall"; "von Woellwarth"; "von Trümbach"; "d'Angelelli")
- 헤센하나우 자유 군단
- 헤센하나우 엽병
- 헤센하나우 에르프프린츠 연대
- 통합 척탄병 대대 (여러 엽총병 및 총사 연대의 척탄병 중대에서):
  - 제1 폰 린싱 척탄병 대대
  - 제2 폰 블록 척탄병 대대 (이후 폰 렝게르케)
  - 제3 폰 미니게로데 척탄병 대대 (이후 폰 뢰벤슈타인)
  - 제4 폰 쾰러 척탄병 대대 (이후 폰 그라프; 폰 플라테)
- 폰 뷔나우 주둔 연대 (Garrisons-Regiment)
- 폰 후인 주둔 연대 (이후 폰 베닝)
- 폰 슈타인 주둔 연대 (이후 폰 자이츠; 폰 포어벡)
- 폰 비센바흐 주둔 연대 (이후 폰 크노블라우흐)
- 라이브 보병 연대 (Leib-Infanterie-Regiment)
- 폰 도놉 총사 연대
- 폰 트륌바흐 총사 연대 (이후 폰 보제 (1779))
- 폰 미르바흐 총사 연대 (이후 융 폰 로스베르크 (1780))
- 카를 공자 총사 연대
- 폰 부트게나우 총사 연대 (이후 란트그라프 (1777))
- 제1 경보병 대대
- 제2 경보병 대대
- 제1 편성 보병 대대
- 제2 보병 대대
- 제3 편성 보병 대대
- 제4 편성 보병 대대
- 제5 편성 보병 대대
- 제6 편성 보병 대대
- 제7 편성 보병 대대
- 제8 편성 보병 대대

기병
- 제1 용기병 연대 (1804–1812, 빨간색 재킷); 제1 경용기병 연대로 변경 (1812–1816, 파란색 재킷)
- 제2 용기병 연대 (1805–1812, 빨간색 재킷); 제2 경용기병 연대로 변경 (1812–1816, 파란색 재킷)
- 제1 후사르 연대
- 제2 후사르 연대
- 제3 후사르 연대

포병 및 공병
- 헤센카셀 포병대 (Artillerie-Korps)
- 헤센하나우 포병
- 잉글랜드 국왕 및 독일 공병

## 대중 문화
- 곡물 작물의 주요 해충인 헤센등에는 헤센 병사들의 짚 침구에서 북미에 도착한 것으로 추정되어 이름이 붙여졌다.
- 워싱턴 어빙의 이야기 "슬리피 할로의 전설" (1820년)에는 "머리 없는 기수"로 알려진 유명한 인물이 등장하는데, 그는 "혁명 전쟁 중 이름 없는 전투에서 포탄에 머리가 날아간 헤센 기병의 유령"이다. 그는 이 이야기의 많은 각색물에서 묘사되었다.
- 데비드 와크 그리피스는 미국 독립 혁명의 초기 단계를 다룬 단편 영화 헤센 반군 (1909년)을 공동 각본 및 감독했다.
- 메리 멜로디즈의 단편 벙커 힐 버니 (1950년)는 혁명 전쟁을 배경으로 하며, 벅스 버니가 헤센 병사 샘 폰 스캪과 맞선다. 마지막에 샘은 "나는 공격성 없는 헤센인이다"라는 대사와 함께 사임한다.[9]
- 만화 시리즈 더 슈퍼 6 (1967년)의 마지막 에피소드인 "헤센 병사들이 온다"에서는 폴 리비어의 자정 기행을 패러디한 후, 자모 대위와 하모 사병이 1776년으로 시간 여행을 하여 조지 워싱턴 장군에게 침략자들의 악의적인 음모를 저지하도록 보고한다.
- 1972년 하워드 패스트의 소설 헤센은 그의 장교가 자폐증을 앓는 마을 사람을 실수로 교수형에 처한 것에 대한 보복으로 처형되는 어린 헤센 드럼 연주자에 관한 이야기이다.
- TV 시리즈 턴: 워싱턴의 스파이에서 헤센 병사들은 시즌 1에서 트렌턴 전투에 참여하고 뉴욕에서 아브라함 우드헐을 만나는 것으로 묘사된다.
- PBS 만화 시리즈 리버티의 아이들은 여러 에피소드에서 헤센 병사들을 영국군의 일원으로 등장시켰으며, "헤센 병사들이 온다" 에피소드는 여러 헤센 병사들이 미국 편으로 탈영하는 것으로 끝난다.
- 엠파이어: 토탈 워에서 플레이어는 영국으로 플레이할 경우 미국 식민지에서 최대 5개 연대의 헤센 병사들을 모집할 수 있다.
- 어쌔신 크리드 III에서 라톤하게이튼의 악명이 최고조에 달하면 헤센 병사들이 그를 쫓기 위해 보내지는데, 이들은 게임 내 다른 유형의 병사들보다 훨씬 더 숙련되어 있다.